# François Antoine Meyer
Pour les articles homonymes, voir Meyer.
François Antoine Meyer, né le 29 janvier 1754 à Kaysersberg et mort le 11 décembre 1827 dans cette même ville, est un médecin et homme politique français.
Député du tiers état aux États généraux de 1789, il siège jusqu'à la fin de la session de l'Assemblée nationale constituante le 30 septembre 1791. Il revient ensuite à Kaysersberg où il reprend l'exercice de la médecine, s'enrichit et devient un notable.

## Biographie

### Médecin
François Antoine Meyer est né le 29 janvier 1754 à Kaysersberg,,. Catholique, il est le fils d’Antoine Meyer, meunier, et de Madeleine Beck,, elle-même fille de Jean Beck, également meunier.
Il fait des études de médecine à Strasbourg et obtient son doctorat en 1778,. Il est médecin à Kaysersberg,, à partir de 1779 et obtient son admission parmi les bourgeois de cette ville en 1786,. 

### Député
Il est un des meneurs du renversement de l'ancien magistrat de la ville de Kaysersberg au printemps 1789. Il est ensuite élu député de la ville de Kaysersberg à l'assemblée de la Décapole à Sélestat, pour y remettre les cahiers de doléances,. Lors de cette assemblée, le 31 mars 1789,, il est élu député du tiers état des villes de la Décapole d'Alsace aux États généraux,,,,,. Il est le second député du tiers état de la Décapole élu, après François Antoine Bernard.
À l'Assemblée nationale constituante, il fait partie du Comité de salubrité. En mai 1791 Il intervient par deux fois en séance au nom des comités de l'Agriculture et de la Marine, à propos de la construction de digues nécessaires à la navigation dans le delta du Rhône,,. Il vote contre la réunion d'Avignon à la France.

### Notable
Après la fin de la session de l'Assemblée nationale constituante, il redevient médecin à Kaysersberg. Vers 1794, il devient membre de la municipalité. Il profite de la vente des biens nationaux pour acquérir de nombreuses propriétés locales du couvent des Unterlinden, du prieuré d'Alspach et de l'abbaye de Lucelle. Il acquiert ainsi des vignes à Kientzheim et des prés à Ammerschwihr. En 1796, il est considéré comme l'homme le plus riche de Kaysersberg. Vers 1798-1800, il est juge de paix. De 1803 à sa mort, il est membre nommé du conseil municipal de Kaysersberg,. 
Il meurt à Kaysersberg le 11 décembre 1827,,.

### Mariage
François Antoine Meyer se marie le 28 avril 1784 à Ammerschwihr avec Anne Marie Noll,. Ils ont cinq enfants.